# Lucius Junius Gallio Annaeanus
Lucius Junius Gallio Annaeanus, död omkring 66, var prokonsul i den romerska provinsen Achaea (Grekland). Han är numera mest känd för att Apostlagärningarna beskriver hur han lät Paulus gå fri (Apg 18:12-17).
Gallio hette ursprungligen Lucius Annaeus Novatus. Han var son till retorikern Seneca den äldre och äldre bror till den stoiske filosofen Seneca den yngre, född kring sekelskiftet. Han adopterades av retorikern Lucius Junius Gallio, därav namnet. Hans yngre bror tillägnade honom De Ira och De Vita Beata och säger att han var älskvärd, något som även poeten Statius intygar. Sannolikt delade han på 40-talet broderns exil till Korsika. 
Efter att kejsar Claudius hade gift om sig med sin brorsdotter Agrippina, valde hon Seneca som lärare för sin son Nero. Gallio blev ståthållare i Grekland, kring slutet av Claudius regering. Han avgick efter en kort tid. Nero tvingade honom att begå självmord omkring 66 e.Kr..
Gallio var prokonsul 51–52 e.Kr. eller 52–53. Det ger den mest precisa hållpunkten för Apostlagärningarnas berättelse om Paulus liv.